# إيرل بلاكبيرن
إيرل بلاكبيرن (بالإنجليزية: Earl Blackburn) هو لاعب كرة قاعدة أمريكي، ولد في 1 نوفمبر 1892 في ليسفيل في الولايات المتحدة، وتوفي في 3 أغسطس 1966 في مانسفيلد في الولايات المتحدة.